# Noche de duendes
Pour plus de détails, voir Fiche technique et Distribution.
Noche de duendes est une comédie du cinéma américain en langue espagnole de James Parrott mettant en scène Laurel et Hardy, constituée d'un montage de l'adaptation de La Maison de la peur (The Laurel-Hardy Murder Case) de James Parrott avec des scènes empruntées à Laurel et Hardy en wagon-lit (Berth Marks) de Lewis R. Foster. Elle était destinée au marché hispanophone.

Une version en langue française avec Jean De Briac dans le rôle du détective, Feu mon oncle, à ce jour considérée comme disparue, et une version en langue allemande récemment retrouvée mais incomplète, Spuk um mitternacht ont été également tournées.

## Synopsis
« Vacaciones ! Laurel y Hardy merecían descanso se habían aguantado las ganas de trabajar desde 1921 »

## Fiche technique
- Titre original : Noche de duendes
- Réalisation : James Parrott
- Scénario : H.M. Walker (dialogues)
- Photographie : George Stevens
- Montage : Richard C. Currier
- Ingénieur du son : Elmer Raguse
- Producteur : Hal Roach
- Société de production : Hal Roach Studios
- Société de distribution : Metro-Goldwyn-Mayer
- Pays de production :  États-Unis
- Langue : espagnol
- Format : Noir et blanc - 35 mm - 1,37:1 - Sonore
- Genre : comédie
- Longueur : quatre bobines
- Dates de sortie :
  - Porto Rico : 16 octobre 1930
  - États-Unis : 16 janvier 1931
  - Espagne : 23 janvier 1931

## Distribution
- Stan Laurel : Stanley
- Oliver Hardy : Oliver Hardy

Reste de la distribution non créditée : 
- Enrique Acosta : le contrôleur du train
- Frank Austin : le majordome
- Harry Bernard : le passager du train qui se coltine avec Charlie Hall
- Stanley Blystone : le policier en civil
- Baldwin Cooke : le passager du train au chapeau avec ruban noir
- Charlie Hall : le passager du train en robe de chambre
- Dell Henderson : la gouvernante
- Alfonso Pedroza : le détective en chef
- Lon Poff : le suspect âgé et chauve
- Tiny Sandford : le policier en uniforme